# ゴールデングローブ賞 セシル・B・デミル賞
セシル・B・デミル賞（Cecil B. DeMille Award）は、ゴールデングローブ賞の部門のひとつで、長年にわたってエンターテインメントの世界への傑出した貢献をした人物に贈られる。生涯功労賞。名前は映画製作者のセシル・B・デミル（1881年-1959年）から来ている。

本項では、授賞式の行われた年で表記している（対象年の翌年）。
| - 1952: セシル・B・デミル - 1953: ウォルト・ディズニー - 1954: ダリル・F・ザナック - 1955: ジーン・ハーショルト - 1956: ジャック・L・ワーナー - 1957: マーヴィン・ルロイ - 1958: バディ・アドラー - 1959: モーリス・シュヴァリエ - 1960: ビング・クロスビー - 1961: フレッド・アステア - 1962: ジュディ・ガーランド - 1963: ボブ・ホープ - 1964: ジョーゼフ・E・レヴィーン - 1965: ジェームズ・ステュアート - 1966: ジョン・ウェイン - 1967: チャールトン・ヘストン - 1968: カーク・ダグラス - 1969: グレゴリー・ペック - 1970: ジョーン・クロフォード | - 1971: フランク・シナトラ - 1972: アルフレッド・ヒッチコック - 1973: サミュエル・ゴールドウィン - 1974: ベティ・デイヴィス - 1975: ハル・B・ウォリス - 1976: 受賞無し - 1977: ウォルター・ミリッシュ - 1978: レッド・スケルトン - 1979: ルシル・ボール - 1980: ヘンリー・フォンダ - 1981: ジーン・ケリー - 1982: シドニー・ポワチエ。 - 1983: ローレンス・オリヴィエ - 1984: ポール・ニューマン - 1985: エリザベス・テイラー - 1986: バーバラ・スタンウィック - 1987: アンソニー・クイン - 1988: クリント・イーストウッド - 1989: ドリス・デイ | - 1990: オードリー・ヘプバーン - 1991: ジャック・レモン - 1992: ロバート・ミッチャム - 1993: ローレン・バコール - 1994: ロバート・レッドフォード - 1995: ソフィア・ローレン - 1996: ショーン・コネリー - 1997: ダスティン・ホフマン - 1998: シャーリー・マクレーン - 1999: ジャック・ニコルソン - 2000: バーブラ・ストライサンド - 2001: アル・パチーノ - 2002: ハリソン・フォード - 2003: ジーン・ハックマン - 2004: マイケル・ダグラス - 2005: ロビン・ウィリアムズ - 2006: アンソニー・ホプキンス - 2007: ウォーレン・ベイティ - 2009: スティーヴン・スピルバーグ。 | - 2010: マーティン・スコセッシ - 2011: ロバート・デ・ニーロ - 2012: モーガン・フリーマン - 2013: ジョディ・フォスター - 2014: ウディ・アレン - 2015: ジョージ・クルーニー - 2016: デンゼル・ワシントン - 2017: メリル・ストリープ - 2018: オプラ・ウィンフリー。 - 2019: ジェフ・ブリッジズ - 2020: トム・ハンクス - 2021: ジェーン・フォンダ - 2023: エディー・マーフィー - 2025: ヴィオラ・デイヴィス |